# Феодосий (церковный писатель)
Феодосий (лат. Theodosius; V—VI века) — латинский церковный писатель.
О Феодосии известно очень мало. Он принадлежал к духовному званию: в одной рукописи он именуется диаконом, в другой — архидиаконом. Жил в конце V и начале VI столетия, потому что упоминает о постройках императора Анастасия и нигде не говорит о сооружениях Юстиниана.

## Авторство
Под его именем до нашего времени дошло сочинение «De situ Terrae Sanctae» («О местоположении Святой Земли»), свидетельствующее своей точностью, что автор сам бывал в Палестине (так, например, автор дает весьма верные указания на расстояния между отдельными местностями). Сочинение Феодосия сохранилось в 15 кодексах, из которых лучший — Pithoeanus (№4808 Парижской национальной библиотеки, IX век). Трактат Феодосия был известен
Григорию Турскому.